# Luigi Dari
Luigi Dari (Folignano, 11 dicembre 1852 – Spello, 15 aprile 1919) è stato un politico italiano.
Ha ricoperto la carica di sindaco di Ancona per quattro volte.
Fu Ministro di grazia, giustizia e culti del Regno d'Italia nel Governo Salandra I e Ministro dei lavori pubblici Governo Orlando.